# Золото бунта
«Зо́лото бу́нта, и́ли Вниз по реке́ тесни́н» — роман российского писателя Алексея Иванова, впервые опубликованный в 2005 году. О его жанровой принадлежности нет общего мнения.  Роман имел коммерческий успех, был высоко оценён критиками.

## Сюжет

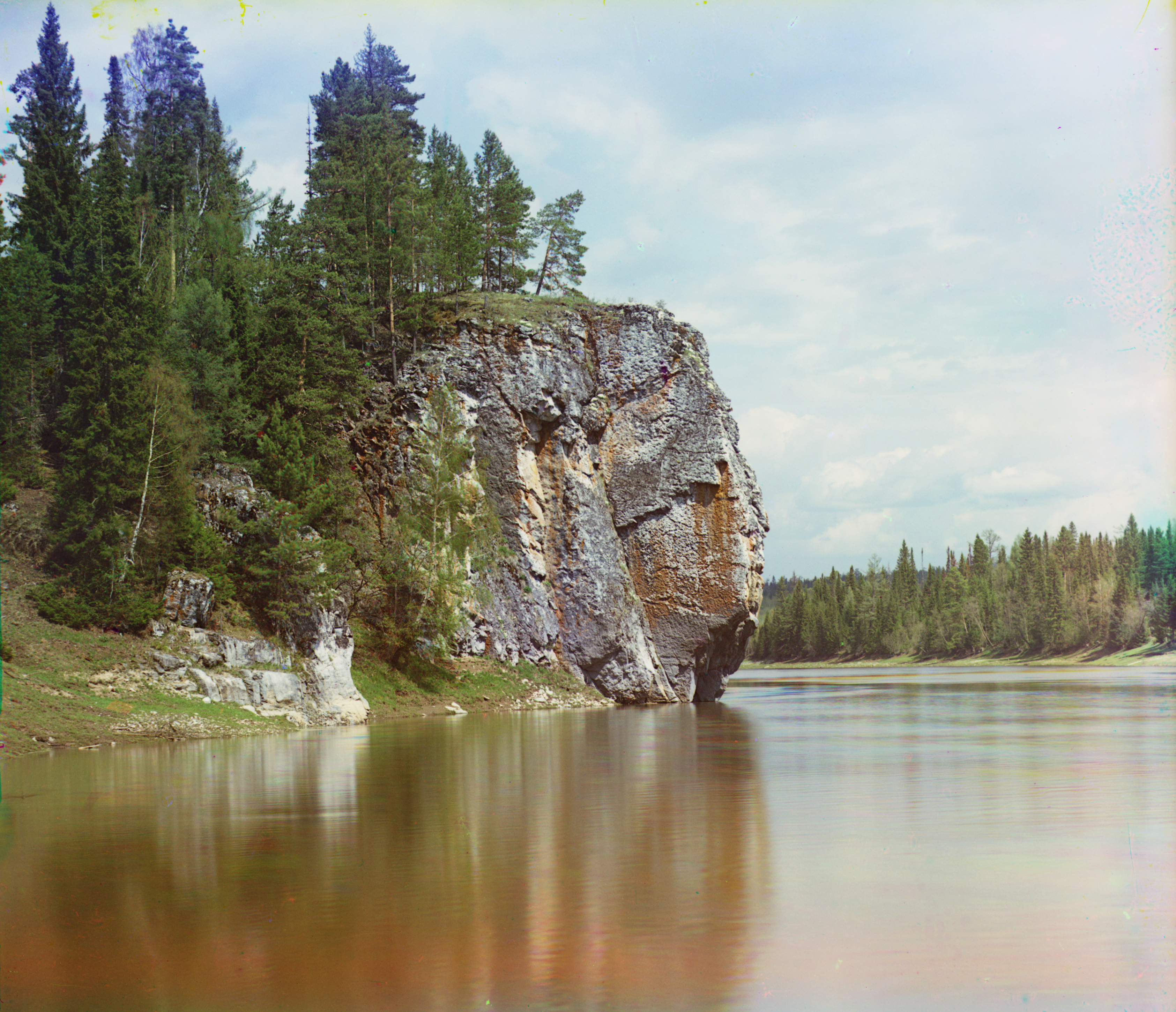
Максимовский камень на реке Чусовой, фото Сергея Прокудина-Горского 1912 года

Действие романа происходит на Урале в XVIII веке, вскоре после восстания Пугачёва. Его главный герой — сплавщик Осташа, которому приходится пройти через множество испытаний, чтобы узнать правду о своём отце и найти золото, спрятанное пугачёвцами.

## Оценки
«Золото бунта» имело огромный успех у читателей. Иванов в одном из интервью в 2024 году рассказал, что после выхода этой книги мог больше не беспокоиться о заработке: «со времени романа „Золото бунта“ (18+), я понял, что могу больше ничего не писать, потому что я написал бестселлер, который издаётся бесконечно, конвертируется в какие-то другие продукты и приносит мне деньги — роялти…». 
В текст «Золота бунта» включено большое количество этнографического материала, причём автор не делает попыток пояснить значение устаревших слов и местных терминов, предлагая читателю самостоятельно, без «переводчика», погрузиться в созданную им атмосферу. По словам Дмитрия Быкова, «когда Иванов окончательно победит Традиционный Русский Роман, он вытолкнет русскую прозу на глубокую воду новой метафизики и новой смелости».
Многих литературоведов «Золото бунта» поставило в тупик из-за стремления Иванова опровергнуть каноны традиционного романа и невозможности включить произведение в определённый литературный ряд. Рецензенты писали, что роман нельзя назвать ни историческим, ни реалистическим, ни авантюрным, ни фэнтези, несмотря на присутствие в нём признаков каждого из упомянутых жанров: «Так что же, придется соглашаться с теми, кто пишет об уникальности романа Алексея Иванова в современной литературе? И да и нет».
В рецензиях и научных публикациях, посвящённых «Золоту бунта», исследователи особо выделяют роль реки, с которой связана история сплавщика Осташи. Река как образ присутствует и в других произведениях русской литературы — таких, как, например, шолоховский «Тихий Дон» и «Угрюм-река» Шишкова. Однако у Иванова Чусовая — не просто водный поток с непредсказуемым нравом, «то коварная, то лукавая», но и мифологический символ — она «предстаёт и как рубеж реального и потустороннего, сакрального и бесовского. В романе возникает мотив переправы через реку смерти без обратного пути, без возврата к нормальной жизни».
Рецензенты сравнивали «Золото бунта» с произведениями Мамина-Сибиряка и Андрея Белого; в нём обнаруживали смысловую близость с книгой Людмилы Улицкой «Даниэль Штайн, переводчик» и прозой Людмилы Петрушевской. Много пересечений было выявлено и при анализе образа сплавщика Осташи, в котором критики улавливали черты Григория Мелехова, Родиона Раскольникова и Дмитрия Нехлюдова из толстовского «Воскресения».

## Планы экранизации
В 2006 году, в одном из интервью, Алексей Иванов заявил, что «вполне вероятна встреча с героями „Золота бунта“ на экране». Рассказывать подробности он отказался, сославшись на условия контракта. Фильм так и не вышел. В апреле 2021 года Иванов рассказал «Известиям», что права на экранизацию романа проданы «и работа уже началась».